# 天主教英格瓦烏馬宗座代牧區
天主教英格瓦烏馬宗座代牧區（拉丁語：Vicariatus Apostolicus Ingvavumensis）是南非一個羅馬天主教宗座代牧區，直屬聖座。
代牧區的前身是成立於1962年11月12日的宗座監牧區，1990年11月19日升為代牧區。
代牧區位於夸祖魯-納塔爾省東北部。2010年有教友25,801人、五個堂區、十二名司鐸。目前宗座代牧席位處於出缺狀態，由原代牧何塞·鲁伊·杰拉尔德·彭切·德莱昂任宗座署理。